# Manuel de Codage
O Manuel de Codage, abreviado como MdC, é um sistema de transliteração de hieróglifos egípcios, que utiliza apenas caracteres latinos, criado para ser utilizado em computadores.

## História
Em 1984, um comitê foi encarregado de desenvolver um sistema uniforme para a codificação de textos hieroglíficos no computador. O resultado foi a publicação do Manual for the Encoding of Hieroglyphic Texts for Computer-input (Jan Buurman, Nicolas Grimal, Jochen Hallof, Michael Hainsworth and Dirk van der Plas, Informatique et Egyptologie 2, Paris 1988), que é geralmente abreviado para Manuel de Codage. Ele apresenta uma maneira fácil de codificar a escrita hieroglífica, bem como a transliteração hieroglífica abreviada. O sistema de codificação do Manuel de Codage foi adotado pela egiptologia internacional como o padrão comum oficial para registrar textos hieroglíficos no computador.

## Lista dos hieróglifos uniliterais fundamentais de Gardiner e sua transliteração
| A |

| A |

| i |

| i |

| i · i |

| i · i |

| a |

| a |

| w |

| w |

| W |

| W |

| b |

| b |

| p |

| p |

| f |

| f |

| m |

| m |

| M |

| M |

| n |

| n |

| N |

| N |

| r |

| r |

| l |

| l |

| h |

| h |

| H |

| H |

| x |

| x |

| X |

| X |

| z |

| z |

| s |

| s |

| S |

| S |

| q |

| q |

| k |

| k |

| g |

| g |

| t |

| t |

| T |

| T |

| d |

| d |

| D |

| D |

### Uso
O MdC especifica um método para codificar eletronicamente textos egípcios antigos completos, indicando muitos dos recursos que caracterizam a escrita hieroglífica, como a colocação, orientação, cor e até mesmo tamanho de hieróglifos individuais. Hieróglifos não incluídos na lista de fundamentais são referidos por seu número de Gardiner. Este sistema é usado (embora frequentemente com modificações) por vários pacotes de software desenvolvidos para compor textos hieroglíficos (como SignWriter, WinGlyph, MacScribe, InScribe, Glyphotext, WikiHiero e outros). É vagamente baseado na representação comum de fórmulas algébricas. Algumas das regras são: 
- o sinal "-" concatena os sinais ou grupo de sinais entre os quais é colocado.
- o sinal ":" coloca o primeiro sinal ou grupo de sinais acima do segundo sinal
- o sinal "*" justapõe dois sinais ou grupos de sinais
- os colchetes "( )" formam um agrupamento compacto de signos dispostos de acordo com as demais regras, que é tratado como se fosse um único signo
- os colchetes "< >" marcam os cartuchos
- o sinal "!" marca o fim da linha
- o sinal "!!" marca o fim da página